# Phytocoris polhemusi
Phytocoris polhemusi är en insektsart som beskrevs av Stonedahl 1988. Phytocoris polhemusi ingår i släktet Phytocoris och familjen ängsskinnbaggar. Inga underarter finns listade i Catalogue of Life.